# Victoria Vladimirovna Kovalčuk
Victoria Vladimirovna Kovalčuk (Kovel', 26 gennaio 1954 – Leopoli, 4 aprile 2021) è stata un'illustratrice ucraina.
Dal 1972 al 1978 studiò all'Accademia della stampa ucraina di Leopoli. Le sue opere originali si trovavano nel Museo d'arte Archip Kuindži.  Nel marzo 2022 il museo è stato distrutto durante l'invasione russa.